# Mark Vanlombeek
Mark Vanlombeek (Sterrebeek, 8 september 1950 – aldaar, 4 maart 2018) was een Belgische wielercommentator en later woordvoerder van VTM. Hij was voor de CD&V lokaal politiek actief in de gemeente Zaventem.

## Sportjournalist
Mark Vanlombeek ging in 1975 aan de slag als wielerverslaggever bij de sportredactie van de BRT, vaak als reporter op de motor. Eind 1977 verving hij Fred De Bruyne als vaste wielercommentator. Op 17 april 1979 presenteerde hij het legendarische vraaggesprek 'Confrontatie der Wielergoden' met het kampioenentrio Rik Van Looy, Eddy Merckx en Rik Van Steenbergen als gasten. Als sportjournalist werkte hij onder meer samen met Louis De Pelsmaeker en Mark Uytterhoeven waarmee hij lange tijd een commentaarsduo vormde. 
In 1999 stapte hij over naar de commerciële televisiemaatschappij VTM waar hij tot zijn pensioen in maart 2010 woordvoerder was.

## Nacarrière
Vanlombeek, die zelf aan diabetes leed, werd in 2009 peter van de Vlaamse Diabetesvereniging.
Na zijn afscheid bij VTM trad hij op met een theatershow 'Van onze reporter ter plaatse', waarin hij verhalen vertelde uit zijn 40-jarige mediacarrière. Als journalist zou hij met co-auteurs zijn memoires schrijven. Pas na zijn pensioen zou hij zich ook aan wielergeschiedenis wagen met onder meer een publicatie over de wielerploeg IJsboerke en een biografie over de Britse wereldkampioen Tom Simpson.
In 2012 werd hij bij de gemeenteraadsverkiezing in zijn woonplaats Zaventem verkozen tot gemeenteraadslid voor CD&V. Hij zou er fractieleider worden voor zijn partij.
Hij overleed op 4 maart 2018 thuis aan de gevolgen van kanker.